# ウルケル
ウルケル (Ülker) は、イスタンブールを拠点とするトルコの多国籍食品および飲料メーカー。 その製品は、110カ国に国際的に輸出されている。 ウルケルの主力製品はビスケット、クッキー、クラッカー、チョコレートだが、他のカテゴリーにも拡大している。